# Jess Dobkin
Pour les articles homonymes, voir Dobkin.
Jess Dobkin, née en 1970 à Toronto, est une artiste canadienne en performance.

## Biographie
Jess Dobkin, née en 1970 à Toronto. Après son diplôme de M.F.A. en performance de l'Université Rutgers en 1997, elle s'installe à Brooklyn puis elle déménage à Montréal avec une petite amie. Elles déménagent ensuite à Toronto puis se séparent peu de temps après. Jess Dobkin décide de rester au Canada.

## Expositions principales
- En 2006 elle expose The Lactation Station à Toronto dans la galerie professionnelle de l'Université de l'École d'art et de design de l'Ontario, organisé par Paul Couillard du FADO[3].
- Everything I've Got, 2010
- En 2015 elle créé ‘How Many Performance Artists Does it Take to Change a Lightbulb (For Martha Wilson)'

## Œuvres
- MONOMYTHS (2017)
- The Magic Hour (2016)
- The Artist-Run Newsstand (2015 - 2016)
- How Many Performance Artists Does it Take to Change a Light Bulb (For Martha Wilson), 2015
- The Performance Art Army, 2014
- Acting/Performing/Audience, 2014 (co-directed with Shannon Cochrane)
- Performance Artist for Hire, 2013
- Free Childcare Provided, 2013
- Affirmations for Artists, 2012
- Bleeding at the Ball, 2011
- Everything I've Got, 2010
- Being Green, 2009
- Mirror Ball, 2008-2009
- Clown Car, 2008
- The Lactation Station, 2006-2012
- Fee for Service, 2006
- Emergency Exits, 2006
- Restored, 2004
- Attending, 2003-2005
- The Two Boobs, 2003
- Composite Body, 2003
- The Mad Chef, 2000-2003
- Six Degrees of Lesbian Nation, 2003
- Magic Trick, 2003
- An Ontario Bride Seeks American Wives, 2003
- Talk to Me, 2001